# Kasey Warner
Kasey Warner (Bethesda, Maryland; 9 de septiembre de 1995) es una actriz pornográfica y modelo erótica estadounidense.

## Biografía
Nació en septiembre de 1995 en Bethesda, un área urbana incorporada del sur del condado de Montgomery, en el estado de Maryland, en una familia de ascendencia alemana, escocesa, inglesa e irlandesa. Durante el instituto jugaba al tenis y hacía teatro. Fue tempranamente diagnosticada con un trastorno por déficit de atención con hiperactividad. Acudió a la Universidad, donde estudió cerca de nueve meses Sexología. Decidió abandonar sus estudios en 2014, con 19 años, para comenzar a trabajar como actriz pornográfica.
Como actriz ha trabajado para productoras como Jules Jordan Video, 3rd Degree, Kick Ass Pictures, Hustler, Evil Angel, Mile High, Kink.com, Lethal Hardcore, New Sensations, Girlfriends Films, Naughty America, Reality Kings o Hard X.
En 2016 recibió sus dos primeras nominaciones en los Premios AVN en las categorías de Mejor actriz de reparto por Mother's Little Helper y a la Mejor escena de sexo lésbico en grupo por Ms. Grey. De nuevo, en 2017, recibió otras dos nominaciones. En esta ocasión a la Mejor escena de sexo en grupo por Slutty Mom y a Mejor actriz por la película Color Blind, por la que destacó en los Premios XBIZ con dos nominaciones a Mejor actriz protagonista y a Mejor escena de sexo en película protagonista.
Ha aparecido en más de 330 películas como actriz.
Algunos trabajos suyos son A Lesbian Romance 3, Bush League 5, Casting Couch Amateurs 20, Fantasy Solos 12, Fur Patch, I Like Black Boys 14, Lesbian Seductions 51, Nubiles Casting 15, Pure Desire 3 o Teens Do Porn 8.

## Premios y nominaciones
| Año  | Ceremonia                   | Resultado | Premio                                        | Trabajo                                             |
| ---- | --------------------------- | --------- | --------------------------------------------- | --------------------------------------------------- |
| 2016 | Premios AVN                 | Nominada  | Mejor actriz de reparto                       | Mother's Little Helper                              |
| 2016 | Premios AVN                 | Nominada  | Mejor escena de sexo lésbico en grupo         | Ms. Grey                                            |
| 2016 | Spank Bank Awards           | Nominada  | Countess of Contortionism                     | —                                                   |
| 2016 | Spank Bank Awards           | Nominada  | Masturbator of the Year                       | —                                                   |
| 2017 | Premios AVN                 | Nominada  | Mejor actriz                                  | Color Blind                                         |
| 2017 | Premios AVN                 | Nominada  | Mejor escena de sexo en grupo                 | Slutty Mom                                          |
| 2017 | Spank Bank Awards           | Nominada  | Creampied Cutie of the Year                   | —                                                   |
| 2017 | Spank Bank Awards           | Nominada  | Customs Specialist of the Year                | —                                                   |
| 2017 | Spank Bank Awards           | Nominada  | Mattress Actress of the Year                  | —                                                   |
| 2017 | Spank Bank Awards           | Nominada  | Most Fuckable Feet                            | —                                                   |
| 2017 | Spank Bank Awards           | Nominada  | The Girl Next Door... Only Better             | —                                                   |
| 2017 | Spank Bank Technical Awards | Ganadora  | Excessively Modest Beauty                     | —                                                   |
| 2017 | Premios XBIZ                | Nominada  | Mejor actriz protagonista                     | Color Blind                                         |
| 2017 | Premios XBIZ                | Nominada  | Mejor escena de sexo en película protagonista | Color Blind                                         |
| 2018 | Premios AVN                 | Nominada  | Mejor escena de sexo oral                     | Kasey Warner Comes Over to Suck My Boyfriend's Dick |
| 2018 | Spank Bank Awards           | Nominada  | Best 'Just Got Fucked' Hair                   | —                                                   |
| 2018 | Spank Bank Awards           | Nominada  | Natural Born Cock Killer                      | —                                                   |
| 2018 | Spank Bank Awards           | Nominada  | The Girl Next Door... Only Better             | —                                                   |
| 2018 | Premios XBIZ                | Nominada  | Mejor escena de sexo en película parodia      | Corrupted by the Evils of Fetish Porn               |
| 2019 | Spank Bank Awards           | Nominada  | Best Legs                                     | —                                                   |